# NK Driebanden Ereklasse 1925-1926
Het Nederlands kampioenschap driebanden 1926 werd op 1 en 2 maart 1926 door zes spelers in een rond toernooi in Amsterdam gespeeld. Winnaar werd Carel Koopman met 8 punten voor Hendrik Robijns en Frans Louwaard met beide 6 punten.

## Eindstand
| NK DRIEBANDEN Ereklasse 1925-1926 - EINDSTAND | NK DRIEBANDEN Ereklasse 1925-1926 - EINDSTAND | NK DRIEBANDEN Ereklasse 1925-1926 - EINDSTAND | NK DRIEBANDEN Ereklasse 1925-1926 - EINDSTAND | NK DRIEBANDEN Ereklasse 1925-1926 - EINDSTAND | NK DRIEBANDEN Ereklasse 1925-1926 - EINDSTAND | NK DRIEBANDEN Ereklasse 1925-1926 - EINDSTAND | NK DRIEBANDEN Ereklasse 1925-1926 - EINDSTAND | NK DRIEBANDEN Ereklasse 1925-1926 - EINDSTAND |
| RANG                                          | SPELER                                        | GESP                                          | PP                                            | CAR                                           | BRT                                           | MOY                                           | PMOY                                          | HS                                            |
| --------------------------------------------- | --------------------------------------------- | --------------------------------------------- | --------------------------------------------- | --------------------------------------------- | --------------------------------------------- | --------------------------------------------- | --------------------------------------------- | --------------------------------------------- |
|                                               | Carel Koopman                                 | 5                                             | 8                                             | -                                             | -                                             | 0,583                                         | 0,800                                         | 6                                             |
|                                               | Hendrik Robijns                               | 5                                             | 6                                             | -                                             | -                                             | 0,596                                         | 0,784                                         | 4                                             |
|                                               | Frans Louwaard                                | 5                                             | 6                                             | -                                             | -                                             | 0,486                                         | 0,677                                         | 4                                             |
| 4                                             | Jef van Bever                                 | 5                                             | 4                                             | -                                             | -                                             | 0,471                                         | 0,655                                         | 6                                             |
| 5                                             | Jan van Hooijdonk                             | 5                                             | 4                                             | -                                             | -                                             | 0,435                                         | 0,526                                         | 5                                             |
| 6                                             | Levie Visser                                  | 5                                             | 2                                             | -                                             | -                                             | 0,422                                         | 0,563                                         | 5                                             |
| TOTAAL                                        | TOTAAL                                        | TOTAAL                                        | TOTAAL                                        | -                                             | -                                             | 0,496                                         | 0,800                                         | 6                                             |
|                                               |                                               |                                               |                                               |                                               |                                               |                                               |                                               |                                               |

Amsterdam 1925-1926 · 
Den Haag 1926-1927 · 
Den Haag 1927-1928 · 
Den Haag 1928-1929 · 
Haarlem 1929-1930 · 
Haarlem 1930-1931 · 
Amsterdam 1931-1932 · 
Amsterdam 1932-1933 · 
Haarlem 1933-1934 · 
Tilburg 1934-1935 · 
Rotterdam 1935-1936 · 
Amsterdam 1936-1937 · 
Amsterdam 1937-1938 · 
Amsterdam 1938-1939 · 
Amsterdam 1939-1940 · 
Utrecht 1940-1941 · 
Utrecht 1941-1942 · 
Utrecht 1942-1943 · 
Amsterdam 1943-1944 · 
Tilburg 1945-1946 · 
Utrecht 1946-1947 · 
Arnhem 1947-1948 · 
Rotterdam 1948-1949 · 
Enschede 1949-1950 ·  
Den Haag 1950-1951 · 
Tilburg 1951-1952 · 
Utrecht 1952-1953 · 
Rotterdam 1953-1954 · 
Amsterdam 1954-1955 · 
Arnhem 1955-1956 · 
Amsterdam 1956-1957 · 
Amersfoort 1957-1958 · 
Breda 1958-1959 · 
Rotterdam 1959-1960 · 
Breda 1960-1961 · 
Utrecht 1961-1962 · 
Hilversum 1962-1963 · 
Waalwijk 1963-1964 · 
Nijmegen 1964-1965 ·
Amsterdam 1965-1966 · 
Waalwijk 1966-1967 · 
Rotterdam 1967-1968 · 
Alkmaar 1968-1969 · 
Tilburg 1969-1970 · 
Arnhem 1970-1971 · 
Waalwijk 1971-1972 · 
Heeswijk-Dinther 1972-1973 · 
Oosterhout 1973-1974 · 
Bergeijk 1974-1975 · 
Leeuwarden 1975-1976 · 
Heeswijk-Dinther 1976-1977 · 
Beekbergen 1977-1978 · 
Sassenheim 1978-1979 · 
Gilze 1979-1980 · 
Amstelveen 1980-1981 · 
Vlijmen 1981-1982 · 
Berkhout 1982-1983 · 
Eersel 1983-1984 · 
Wijchen 1984-1985 · 
Waalwijk 1985-1986 · 
Oldenzaal 1986-1987 · 
Gorssel 1987-1988 · 
Rosmalen 1988-1989 · 
Groningen 1989-1990 · 
Dongen 1990-1991 · 
Breda 1991-1992 · 
Utrecht 1992-1993 · 
Veghel 1993-1994 · 
Veghel 1994-1995 · 
Veghel 1995-1996 · 
Veghel 1996-1997 · 
Veghel 1997-1998 · 
Veghel 1998-1999 · 
Veghel 1999-2000 · 
Veghel 2000-2001 · 
Veghel 2001-2002 · 
Veghel 2002-2003 · 
Veghel 2003-2004 · 
Veghel 2004-2005 ·  
Veghel 2006-2007 · 
Goes 2007-2008 ·  
Nijverdal 2009-2010 ·
Nijverdal 2010-2011 ·
Kapelle 2011-2012 · 
Zevenbergen 2012-2013 · 
Kaatsheuvel 2013-2014 · 
Kaatsheuvel 2014-2015 · 
Berlicum 2015-2016 · 
Berlicum 2016-2017 · 
Berlicum 2017-2018 · 
Berlicum 2018-2019 · 
Berlicum 2019-2020
Berlicum 2020-2021
Berlicum 2021-2022
Berlicum 2022-2023
Wereldkampioenschap Driebanden · Europees Kampioenschap Driebanden · Wereldkampioenschap Driebanden voor Landenteams